# Anabasis eugeniae
Anabasis eugeniae är en amarantväxtart som beskrevs av Modest Mikhaĭlovich Iljin. Anabasis eugeniae ingår i släktet Anabasis och familjen amarantväxter. Inga underarter finns listade i Catalogue of Life.